# 汶干
汶干（發音：[bɯ̄ŋ kāːn]）是泰國汶干府的首府，位於湄公河畔。 

## 概述
汶干與寮國的波里坎塞省之北汕相對，它位於廊開府東北136公里處以及曼谷東北750公里處的212和222高速公路交界處。經濟以農業為主，以橡膠為主要作物，旅遊業對汶干也很重要。  

## 歷史
汶干以前是廊開府的一部分，直到2011年3月23日與廊開府分離正式成為汶干府的首府。